# Stephen Keshi
Stephen Okechukwu Keshi (Lagos, 23 de janeiro de 1962 — Benin City, 8 de junho de 2016) foi um futebolista e treinador de futebol nigeriano. Atuava como zagueiro.

## Carreira
Disputou a Copa do Mundo de 1994 pela Seleção Nigeriana, jogando uma partida. Pelas Super Águias, em doze anos de seleção, Keshi atuou em 64 partidas e marcou 9 gols.
Em clubes, Keshi atuou por ACB Lagos, New Nigeria Bank, Stade d'Abidjan, Africa Sports, Lokeren, Anderlecht, Strasbourg, Molenbeek, CCV Hydra e Sacramento Scorpions.
Encerrou a carreira de jogador em 1998, no Perlis da Malásia.

## Treinador
Keshi teve sua carreira de treinador chegando ao auge na Copa das Nações Africanas de 2006. Era o comandante da Seleção do Togo na Copa do Mundo do mesmo ano, quando um episódio abalou as estruturas do time amarelo: o astro da seleção, Emmanuel Adebayor (nigeriano de nascimento, assim como o treinador), acusou Keshi de pedir para que ele fosse seu empresário em troca de um lugar no time. O ex-zagueiro não aceitou a proposta e acabou demitido da equipe. Para seu lugar, foi contratado o veterano treinador alemão Otto Pfister.
Keshi retornou à Seleção Togolesa em 2007, deixando o cargo no ano seguinte. Em 2008, assina contrato para treinar a Seleção do Mali, onde ficou até 2010. Voltaria a comandar a Seleção Togolesa em 2011, mas também durou pouco tempo no cargo. No mesmo ano, assinou contrato para assumir a Seleção Nigeriana, onde permaneceu até outubro de 2014.
Ao conquistar a Copa das Nações Africanas de 2013, Keshi tornou-se o segundo africano a vencer o torneio como jogador e técnico, ao lado do egípcio Mahmoud El-Gohary. Levou as "Super Águias" às oitavas-de-final da Copa de 2014, onde a Nigéria capitulou contra a França.
Reassumiu a Seleção ainda em 2014, mas problemas de relacionamente entre ele e a Federação causaram sua demissão em julho de 2015.
Morreu em 8 de junho de 2016, aos 54 anos, depois de sofrer uma parada cardíaca. 

## Títulos

### Jogador
Nigéria
- Copa das Nações Africanas: 1994

### Treinador
Nigéria
- Campeonato Africano das Nações: 2013